# Sojuz TMA-05M
Sojuz TMA-05M je ruská kosmická loď řady Sojuz, která odstartovala z kosmodromu Bajkonur 15. července 2012 s trojčlennou mezinárodní posádkou. Na Mezinárodní vesmírné stanici (ISS) dopravila tři členy Expedice 32, Rusa Jurije Malenčenka, Američanku Sunitu Williamsovou a Japonce Akihiko Hošida. Poté zůstala u ISS jako záchranná loď až do 18. listopadu 2012, kdy se s ní stejná trojice kosmonautů vrátila na Zem.

## Posádka
Hlavní:
- Jurij Malenčenko (5), velitel, Roskosmos (CPK)
- Sunita Williamsová[3] (2), palubní inženýr 1, NASA
- Akihiko Hošide (2), palubní inženýr 2, JAXA

V závorkách je uveden dosavadní počet letů do vesmíru včetně této mise.
Záložní:
- Roman Romaněnko
- Christopher Hadfield
- Thomas Marshburn

## Průběh letu

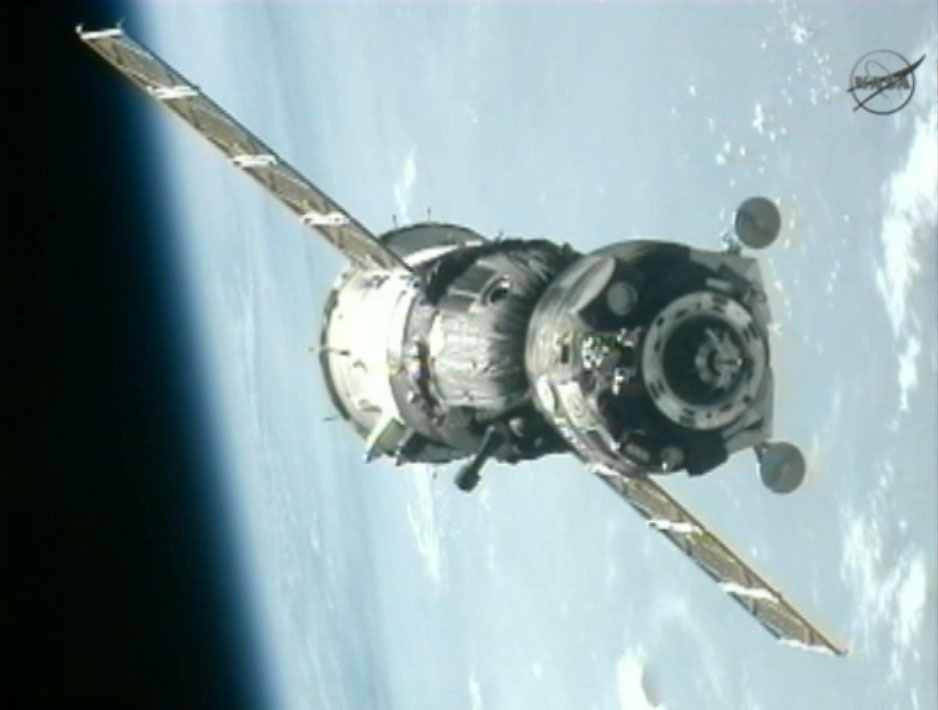
Kosmická loď Sojuz TMA-05M se blíží k Mezinárodní vesmírné stanici.

Start z kosmodromu Bajkonur byl úspěšný. Raketa s kosmickou lodí a kosmonauty odstartovala 15. července 2012 v 2:40:03 UTC. S Mezinárodní vesmírnou stanicí (ISS) se loď spojila 17. července v 4:51 UTC. Posádka lodě přešla na ISS a zapojila se do práce Expedice 32.
Dne 18. listopadu 2012 v 22:26:03 UTC se stejná posádka Malenčenko, Williamsová, Hošide s lodí odpojila od stanice a druhý den v 01:53:30 UTC přistáli v kazašské stepi severovýchodně od Arkalyku, let Sojuzu trval 126 dní, 23 hodin, 13 minut a 27 sekund. Kvůli pětisekundovému zpoždění přistáli proti plánu o třicet kilometrů dál.